# Cijeruk (Dayeuhluhur)
Cijeruk is een bestuurslaag in het regentschap Cilacap van de provincie Midden-Java, Indonesië. Cijeruk telt 1304 inwoners (volkstelling 2010).